# (79130) Bandanomori
(79130) Bandanomori est un astéroïde de la ceinture principale.

## Description
(79130) Bandanomori est un astéroïde de la ceinture principale. Il fut découvert le 26 octobre 1990 à Geisei par Tsutomu Seki. Il présente une orbite caractérisée par un demi-grand axe de 2,46 UA, une excentricité de 0,17 et une inclinaison de 9,3° par rapport à l'écliptique.

## Compléments